# Charles Christopher Parry
Charles Christopher Parry (Gloucestershire, 28 de agosto de 1823-Davenport, 20 de febrero de 1890) fue un botánico, explorador y naturalista estadounidense de origen británico.
Era hijo de Joseph Parry y de Eliza Elliott. En 1832 su familia se muda a EE. UU. Obtiene su Bachelor of Arts en 1842 en el "Union College"; y luego Medicina en el "Columbia College" en 1846; estudiando también Botánica con J. Torrey, A.Gray y G. Engelmann. 
Se trasladó a Davenport, Iowa, en 1846, donde ejerció como médico durante un breve periodo. En 1847 participó en la Expedición Geológica del Noroeste. Envió algunas plantas que había recolectado a John Torrey, MD. Torrey era profesor de botánica en Princeton y compañero graduado de P&S. Torrey le escribió a Asa Gray de Harvard, también botánico y médico, que Parry “hace especímenes muy bonitos”. antes de incorporarse a la United States and Mexican Boundary Survey (1848-1855) como cirujano y botánico. Realizó numerosas recolecciones de plantas a lo largo de la frontera entre Estados Unidos y México en California, y más tarde en Colorado, Utah y otros estados del oeste, muchas de las cuales resultaron ser nuevas especies.
En 1848, comienza a trabajar para el "Servicio de Estudios Geológicos" dirigido por David Dale Owen (1807-1860), explorando Wisconsin, Indiana, Minnesota. Al año siguiente, será botánico y cirujano, en la "Comisión de Estudios de la Frontera Mexicana". Explora el oeste de EE. UU. hasta 1879. Se casa con Sarah M. Dalzell en 1853, unión que les dará dos hijos. Será el primer botánico del USDA (Ministerio de Agricultura de EE. UU.); contribuyendo, de 1869 a 1871 al enriquecimiento de las colecciones del Museo Nacional de Historia Natural de la Institución Smithsoniana.
Su archivo se resguarda en la Iowa State University.

## Algunas publicaciones

### Libros
- Owen, DD; J Leidy, JG Norwood, CC Parry, H Pratten, BF Shumard, C Whittlesey. 1852. Report of a geological survey of Wisconsin, Iowa, & Minnesota & incidentally of a portion of Nebraska Territory. Ed. Lippincott, Grambo & Co. 2 v., xxxviii, [42] - 638 p.

- Emory, WH; SF Baird, G Englemann, J Hall, CC Parry, A Schott, J Torrey, TA Conrad, C Girard. 1857. Report on the US & Mexican boundary survey; made under the direction of the secretary of the Interior. Ed. A.O.P. Nicholson. 4º, viii, 174, (2) p. + 21 planchas, texto ilustrado

- Jones, WA; SE Blunt, TB Comstock, CL Heizmann, CC Parry, JD Putnam. 1875. Report upon the reconnaissance of northwestern Wyoming, including Yellowstone National Park, made in the summer of 1873. Ed. Gov. Print. Office. 8.º. 331 p. mapas litografiados, texto ilustr.

## Honores

### Eponimia
varias especies
- Piñón de Parry Pinus quadrifolia Parl. ex Sudw.
- Penstemon parryi A.Gray

Topónimos
- monte Parry de 4.082 m s. n. m. en Colorado

- La abreviatura «Parry» se emplea para indicar a Charles Christopher Parry como autoridad en la descripción y clasificación científica de los vegetales.[6]